# 5e brigade d'assaut
Pour les articles homonymes, voir 5e brigade.
La 5e brigade d'assaut (en ukrainien : 5-та окрема штурмова бригада, abrégé en 5 ОШБр ; numéro d'unité militaire A4010) est une grande unité d'infanterie mécanisée de l'Armée de terre ukrainienne. Comme son nom l'indique, sa spécialité est surtout l'assaut.

## Historique

### Création et premiers engagements
Le régiment est formé le 10 mai 2022 sous le nom de 5e régiment d'assaut de « Pavlo Palissa » du nom de son commandant. Le régiment est le premier du genre dans la structure de l'armée ukrainienne à se concentrer uniquement sur l'assaut. Le régiment entretient des liens étroits avec la 58e brigade motorisée puisque le commandant y a déjà servi et était initialement censé y devenir commandant adjoint. Entre le mois de mai et juillet, le régiment participe à la défense de Lyssytchansk et Siversk.

### Bataille de Bakhmout (juillet 2022 - septembre 2023)
Le régiment est ensuite déplacé sur le site de la centrale thermique de Vouhlehirska au nord d'Horlivka en appui des 30e et 72e brigade mécanisées lors de la bataille de Bakhmout. Ils se retirent de la centrale fin juillet et défendent ensuite le flanc sud de la ville près de la ville de Mayorsk toujours au nord d'Horlivka puis d'Oziaranivka en octobre 2022. À partir du mois de janvier 2023, alors que le groupe Wagner tente d'encercler Bakhmout par le sud, le régiment se positionne en amont de l'autoroute T-0504 Bakhmout-Tchassiv Iar aux côtés de la 80e brigade d'assaut aérien. Dernière voie de ravitaillement vers la ville, elle est surnommée la "la route de la vie". Le régiment est impliqué dans de violents combats défensifs devant Ivanivske durant le mois de février durant lesquels il subit des pertes. Le 23 février 2023, l'unité est augmentée jusqu'à la taille d'une brigade, avec l'ajout du 24e bataillon d'assaut Aidar. Ils parviennent à repousser les attaques russes et tenir la route jusqu'à la prise de Bakhmout en mai 2023. La brigade continue durant l'été les combats entre Klichtchiïvka et Ivaniske. À l'été 2023, elle participe à la contre-offensive ukrainienne sur le flanc sud de Bakhmout. En septembre 2023, elle combat à l'est de Klichtchiïvka (Oblast de Donetsk). Le 17 septembre 2023, le Régiment d'assaut « Tsunami », la brigade d'assaut de la police nationale « Rage », ainsi que la 80e brigade d'assaut aérien et la 5e brigade d'assaut, libèrent Klichtchiïvka. Le 29 septembre 2023, la brigade reçoit le titre honorifique de « Kiev » par décret du président ukrainien.

### Bataille de Tchassiv Iar (depuis octobre 2023)
La brigade passe ensuite en position défensive alors que les forces russes lancent un offensive dans l'ensemble de l'oblast de Donetsk. Fin février 2024, le 24e bataillon « Aidar », déployé pour défendre le village d'Ivanivske doit céder du terrain face à la 11e brigade d'assaut aéroporté russe qui met le pied dans la ville faute de munitions suffisantes. Cependant, la brigade continue à maintenir une présence dans la partie ouest du village dans les semaines suivantes, empêchant de nouvelles avancées russes. Début avril 2024, les combats s'intensifient dans le secteur de la 5e brigade d'assaut dans le cadre de la bataille de Tchassiv Iar en soutenant la 56e brigade motorisée et la 41e brigade mécanisée pour repousser les assauts russes sur la ville. L'unité est toujours positionnée du côté d'Ivaniske, protégeant ainsi le flanc sud ukrainien. Ivaniske et Klichtchiïvka tombent alors en avril et mai 2024 aux mains des forces russes. En juillet 2024, à la suite de la loi ukrainienne autorisant certaines catégories de prisonniers à servir volontairement dans l'armée, la 5e brigade d'assaut est l'une des unités à intégrer un certain nombre d'entre eux dans ses rangs, prévoyant de constituer un bataillon autonome d'environ 600 à 800 soldats.

## Structure

### Ordre de bataille
- État-major de la brigade ;
  - 
    -  Compagnie de protection du QG ;

  -  1er bataillon d'assaut ;
  -  2e bataillon d'assaut ;
  -  3e bataillon d'assaut ;
  -  4e bataillon d'assaut ;
  -  24e bataillon d'assaut « Aidar » ;
  -  Bataillon de fusiliers spéciaux Shkval ;
  -  Bataillon de chars (des T-80AV)
  -  groupe d'artillerie de la brigade;
    - 
      -  État-major du groupe d'artillerie
      -  Unité de contrôle et d'acquisition de cibles ;

    -  Bataillon (дивізіон) d'artillerie automotrice[13] (2S3 Akatsiya) ;
    -  Bataillon d'artillerie automotrice (2S1 Gvozdika) ;
    -  Bataillon de lance-roquettes multiples (BM-21 Grad) ;
    -  Bataillon anti-char

  -  Bataillon antiaérien (9K35 Strela-10 et 2K22 Toungouska) ;
  -  Bataillon du du génie ;
  -  Bataillon de reconnaissance (sur BRDM-2) ;
  -  Bataillon logistique ;
  -  Bataillon de maintenance ;
  -  Compagnie de transmissions ;
  -  Compagnie de radar ;
  -  Compagnie médicale (soins et évacuation) ;
  -  Compagnie de protection NRBC.

### Matériels
- Un bataillon de chars : principalement équipé de T-72B3M complétés par des T-90A saisis à la Russie
- Deux bataillons mécanisés : de véhicules de combat d'infanterie BMP-1 et de blindés de transport de troupes M113 et M113G3/G4DK livrés par l'Allemagne et le Danemark ainsi que des Vodnik (véhicule militaire) (en) capturés.
- Trois bataillons d'assaut : Roshel Senator livrés par le Canada et M113
- Un groupe d'artillerie : un bataillon sur canons automoteurs M109A6 et obusier de calibre 105 mm M119[14] livrés par les États-Unis.

### Chefs de corps
- 2022 : colonel Pavlo Palissa
- 2023 : colonel Oleksandr Iakovenko[15].

## Traditions

### Personnalités ayant servi au régiment
- Iouryi Syrotiouk (uk), député s'engage en 2022[16].